# دمانداسور
دمانداسور (نام علمی: Demandasaurus) نام یک سرده از راسته خزنده‌کفلان است.